# Lennart Kollberg
För rollfiguren med samma namn i böckerna om Martin Beck, se Sten Lennart Kollberg.
Lennart Gustaf Kollberg, född 2 maj 1933 i Stockholm, är en svensk skådespelare och regissör.

## Tidiga år och debut
Kollberg växte upp i Stockholmsförorten Bromma.   
Efter studier på Witzanskys teaterskola bildade Kollberg sin egen teatertrupp: Sällskapet Gycklarne som bland annat spelade på utomhusscenen Junotäppan i Gamla stan. I teatersällskapet ingick till och från skådespelare som Folke Hjort, Inga Didong, Tommy Johnson, Pia Rydwall och den blivande regissören Johan Bergenstråhle med flera. Från 1962 till 1967 spelade sällskapet istället på Kungliga Borgen.  
Kollbergs  var sedan verksam som både regissör och skådespelare under 1960-talet på - förutom Riksteatern -  Wasa teater i Finland, Marsyasteatern, Helsingborgs stadsteater och Borås stadsteater från 1965.   
Kollberg var med och nystartade den sedan några år vilande Pionjärteatern som spelade på sjukvårdsinrättningar och fångvårdsanstalter runt om hela landet. I ensemblen för den nybildade Pionjärteatern fanns bland andra Sten Mattsson, Oscar Norrman, Ulla Ström och Stig Ekstam.   
Hösten 1974 återvände Kollberg till Riksteaterns ordinarie turnéverksamhet och satte upp Shakespeares Så tuktas en argbigga med Lottie Ejebrant som Katarina och Tor Isedal som Petrucchio följt Strindbergs Kristina med Gun Andersson i titelrollen. Han bildade och drev under några år en egen grupp inom Riksteatern: Kollbergsensemblen.  
Kollbergs  var sedan verksam som både regissör och skådespelare under 1960-talet på - förutom Riksteatern -  Wasa teater i Finland, Marsyasteatern, Helsingborgs stadsteater och Borås stadsteater från 1965. Som elev på Höglandsskolan i Bromma kom han i kontakt med skådespelaren och regissören Alrik Kjellgren när denne kom för att föreläsa om Strindberg. Kjellgren blev snabbt involverad i skolans teatergrupp och satte upp Shakespeares En midsommarnattsdröm och Molières Den inbillade sjuke med Kollberg som Argan. Förutom i Höglandsskolans aula spelade de på sommaren på utomhusscenen i Kungsträdgården. Kollberg gick under en tid även som privatelev hos Kjellgren som lärde honom att läsa vers och var den som introducerade honom för viktiga dramatiska verk som Ibsens Peer Gynt.       
I mitten av 1980-talet gjorde han ett par uppskattade uppsättningar av Lars Noréns pjäser Natten är dagens mor (1984) och Kaos är granne med Gud (1985) på Riksteatern med skådespelarna Gun Andersson, Leif Ericsson, Benny Fredriksson och Kåre Mölder i rollerna. I den sistnämnda medverkade också skådespelaren Håkan Svedberg. 1986 tog han sig an Eugene O´Neills klassiker Lång dags färd mot natt. Leif Ericsson spelade fadern James Tyrone, Gun Andersson modern Mary Tyrone, Kåre Mölder sonen Jim, Benny Fredriksson yngste sonen Edmund och Margaretha Rylander tjänsteflickan Cathleen.[källa behövs]
Kollbergs sista regiuppdrag på Riksteatern var Samuel Becketts I väntan på Godot (1990). Därefter ägnade han sig åt studier i grekiska och av den antika grekiska teatern. 

## Filmografi
Roller
- 1956 – Tarps Elin
- 1956 – Sceningång
- 1965 – Påsk
- 1982 – Zoombie (TV-serie)

Regi
- 1985 – Liten tuva

## Teater

### Roller (ej komplett)
| År   | Roll             | Produktion                                     | Regi          | Teater      |
| ---- | ---------------- | ---------------------------------------------- | ------------- | ----------- |
| 1957 | Anna Claras bror | Anna Clara Harriet Hjorth                      | Gösta Jonsson | Riksteatern |
| 1963 |                  | Ung och grön Julian Slade och Dorothy Reynolds | Ernst Günther | Wasa Teater |

### Regi (ej komplett)
| År   | Produktion                                                      | Upphovsmän                                           | Teater                   |
| ---- | --------------------------------------------------------------- | ---------------------------------------------------- | ------------------------ |
| 1967 | Skälmarnas triumf Los intereses creados                         | Jacinto Benavente Översättning Per Sjöstrand         | Helsingborgs stadsteater |
| 1970 | Sandlådan                                                       | Kent Andersson/Bengt Bratt                           | Pionjärteatern           |
| 1971 | Jorden runt på 80 dagar                                         | Jules Verne/Bengt Ahlfors                            | Pionjärteatern           |
| 1973 | Bröllopsbesvär eller Friare kan ingen vara Женитьба, Zhenit'ba  | Nikolaj Gogol Översättning Hjalmar Dahl              | Pionjärteatern           |
| 1973 | Karabinjärerna I Carabinieri                                    | Beniamino Joppolo                                    | Pionjärteatern           |
| 1974 | Så tuktas en argbigga The Taming of the Shrew                   | William Shakespeare Översättning Carl August Hagberg | Riksteatern              |
| 1975 | Drottning Kristina                                              | August Strindberg                                    | Riksteatern              |
| 1983 | Vem är rädd för Virginia Woolf? Who's Afraid of Virginia Woolf? | Edward Albee                                         | Riksteatern              |
| 1984 | Natten är dagens mor                                            | Lars Norén                                           | Riksteatern              |
| 1985 | Kaos är granne med Gud                                          | Lars Norén                                           | Riksteatern              |
| 1986 | Lång dags färd mot natt                                         | Eugene O´Neill                                       | Riksteatern              |
| 1988 | I lodjurets timma                                               | Per Olov Enquist                                     | Riksteatern              |